# Affaire des Ballets roses (France)
Pour les articles homonymes, voir Affaire des Ballets roses.
L'affaire dite des « Ballets roses » est une affaire d'agressions sexuelles sur mineures qui défraie la chronique en France en 1959.

## Révélation
L'affaire débute avec la parution dans le quotidien Le Monde daté du 10 janvier 1959, d'une brève informant de la mise sous mandat de dépôt, quelques semaines auparavant, d'un soi-disant policier accusé de détournement de mineures.
Le 23 janvier, l'hebdomadaire politique Aux écoutes du monde étoffe l'information avec un écho intitulé « La petite folie du Butard » : le policier aurait avoué avoir organisé des parties fines entre des personnalités et des mineures en divers endroits de la région parisienne, dont le pavillon du Butard. Or, ce pavillon de chasse situé tout près de Paris, dans la forêt de Fausses-Reposes, était alors mis à la disposition du président de l'Assemblée nationale, André Le Troquer.
Dans Sexus Politicus (2006), les journalistes Christophe Deloire et Christophe Dubois écrivent :

« À soixante-treize ans, Le Troquer avait participé à des bacchanales avec sa maîtresse artiste peintre, mais surtout avec des adolescentes âgées de quatorze à vingt ans. Au programme des réjouissances collectives, façon soupers libertins de la Régence : séances de strip-tease, poses dénudées, plaisirs des sens agrémentés de coups de martinet, chorégraphies sensuelles. Des festivités se déroulaient dans l'atelier de la maîtresse, mais aussi au Palais-Bourbon, à l'Opéra ou encore au pavillon du Butard, la résidence secondaire du président de l'Assemblée. Dans ces soirées libertines, Le Troquer enjolivait ses vieux jours en présence d'une cohorte de jeunes femmes, dont cinq mineures. Sur ces cinq, quatre avaient été amenées par un jeune homme [Pierre Sorlut]. Le Troquer disait de ce jeune homme qu'il était un garçon qui avait une bonne tenue, qui semblait être de bonne famille, qui était sympathique. »

## André Le Troquer

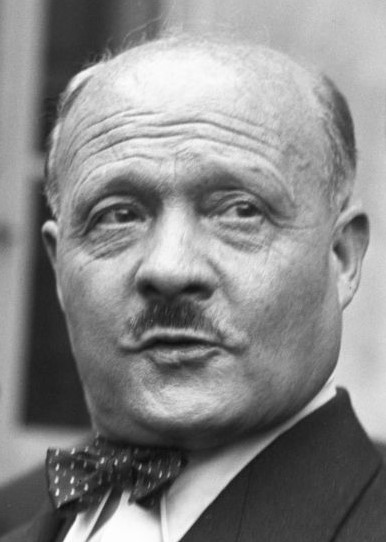
André Le Troquer en 1948.

La lettre que l'homme politique André Le Troquer adressa publiquement au directeur de l'hebdomadaire pour opposer aux « allégations publiées un démenti sans réserve, catégorique, absolu » donna une nouvelle dimension à ce fait divers.
En effet, André Le Troquer, 74 ans, était une figure de la vie politique. Mutilé de la guerre de 1914 où il avait perdu un bras, il fut notamment  :
- député SFIO de la Seine de 1936 à 1942 et de 1946 à 1958 ;
- avocat de Léon Blum lors du procès de Riom ;
- résistant proche du général de Gaulle, dont il fut ministre à la Libération ;
- dernier président de l'Assemblée nationale de la IVe République (de janvier 1956 à juin 1958)[2].

Il fut vite inculpé, ainsi qu'une dizaine d'hommes âgés et fortunés ; des directeurs de magasins des beaux quartiers ou de restaurants chics, un coiffeur de l'avenue Matignon, deux policiers,,,, etc., membres du « tout pourri » pour reprendre l'expression du Canard enchaîné.

## Faits
L'enquête établit que l'ex-chauffeur de la DST Pierre Sorlut qui se faisait passer pour un policier (il était en disponibilité) avait durant trois ans piégé des jeunes filles (la plus jeune aurait eu 14 ans et les plus âgées 20 ans selon certaines sources, 12 et 18 ans selon d'autres,, alors que la majorité civile était à l’époque de 21 ans et la majorité sexuelle de 15 ans) en leur proposant de rencontrer des hommes qui promettaient, grâce à leurs relations, de favoriser leur carrière artistique. Fournies en alcool et en marijuana, elles exécutaient pour un public d'amateurs des spectacles érotiques dont certaines chorégraphies étaient imaginées par Elisabeth Pinajeff, dite « la comtesse de Pinajeff », une artiste peintre et fausse comtesse roumaine, ex-actrice, alors compagne d'André Le Troquer (d'où le nom de « ballets roses »). Persuadées de favoriser la carrière de leurs filles, certaines mères auraient été consentantes.

## Procès et condamnations
À l'issue du procès, par jugement en date du 9 juin 1960, vingt-deux des vingt-trois prévenus sont condamnés. L'organisateur, Pierre Sorlut, écopa de cinq ans de prison ferme, réduits à quatre ans en appel. D'autres peines de prison furent prononcées, ainsi que des amendes, notamment à l'encontre du coiffeur parisien Arturo Guglielmi (par la cour d'appel : 18 mois de prison avec sursis et 6 000 francs d'amende), le restaurateur Georges Biancheri (par la cour d'appel : 18 mois de prison avec sursis et 6 000 francs d'amende) et Jean Jessier (par la cour d'appel : 18 mois de prison avec sursis et 3 000 francs d'amende), directeur commercial d'une maison de confection. 
Quant à André Le Troquer, le tribunal ne lui tint rigueur, ni d'avoir prétexté une machination politique destinée à le salir, ni d'avoir accueilli ces parties fines dans un palais de la République : tenant compte d'un « long passé de services rendus » et ne voulant pas « accabler un vieil homme », il ne lui infligea qu'un an de prison avec sursis et 3 000 francs d'amende. Ces condamnations et peines sont confirmées en mars 1961 par la 10e chambre de la cour d'appel de Paris.
Après sa libération Pierre Sorlut, l'organisateur de ces ballets roses, ouvrit  un restaurant avec sa femme Suzanne (épousée en prison), Les Cornouailles, situé 97, rue des Martyrs à Paris. En 1965, son restaurant fut cambriolé et « saccagé par des blousons noirs ».

## Rumeurs
De nombreuses rumeurs entourèrent cette affaire, qui allèrent d'une participation plus active des notables aux chorégraphies jusqu'à des orgies sado-masochistes organisées dans le palais Bourbon. Aujourd'hui encore, l'expression « ballets roses » et son équivalent « ballets bleus » quand il s'agit de garçons, renvoie communément à des pratiques encore plus criminelles pouvant mettre en scène des viols (dans le sens commun du terme). D'autre part, le fait que Pierre Sorlut ait été, durant l'année où il travailla officiellement pour la DST, le chauffeur de son directeur, le gaulliste Roger Wybot, a alimenté la thèse d'une machination destinée à perdre le socialiste Le Troquer.
Son retentissement fut atténué par une actualité chargée, qu'il s'agisse, sur le plan politique, de la guerre d'Algérie, ou, sur le plan judiciaire, de l’affaire Lacaze.

## Filmographie
Dans le film français sorti en 1970 Elle boit pas, elle fume pas, elle drague pas, mais... elle cause !, le personnage de Francine Marquette (interprété par Mireille Darc), animatrice de programme télé bon chic bon genre, est sur le point d'épouser un homme politique, lorsqu'elle fait l'objet d'un chantage pour avoir participé dans sa jeunesse à des « ballets roses ».
Les Ballets écarlates, sorti en 2007, film de Jean-Pierre Mocky, décrit un réseau de notables pédophiles dans une ville de province.